# Falansterul de la Scăieni
Falansterul de la Scăieni a fost o asociație inspirată de doctrina utopică a lui Charles Fourier. Transpus în realitate în 1835, de către Teodor Diamant pe pământul boierului Manolache Bălăceanu, în orașul Scăieni, județul Prahova, Țara Românească (astăzi parte a comunei Boldești-Scăeni), falansterul a fost desființat după un an de către autorități. 
În 1979 a fost realizat un film, intitulat Falansterul, în regia lui Savel Stiopul, care prezenta experimentul în viziunea comunistă.